# Benaguasil
Benaguasil è un comune spagnolo di 12336 abitanti situato nella comunità autonoma Valenciana. La lingua più diffusa è il valenciano.

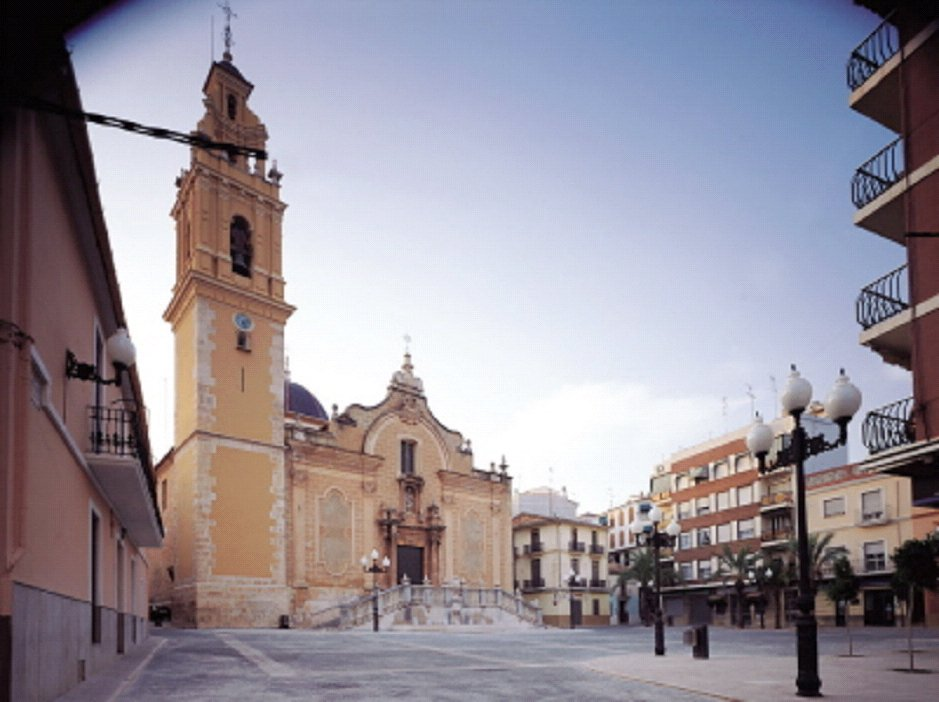
Chiesa di Nostra Signora dell'Assunzione